# Colwellia marinimaniae
Espèce
Colwellia marinimaniae est une des espèces du genre de bactéries marines Colwellia. Ce sont des bacilles à Gram négatif de la famille des Colwelliaceae faisant partie du phylum des Pseudomonadota.

## Historique
Pendant l'expédition Deepsea Challenge, des prélèvements sur un amphipode en décomposition, de l'espèce Hirondellea gigas  ont été effectués à une profondeur de 10 918 m. Ceux-ci ont permis l'isolement de la souche bactérienne MTCD1 qui est devenue ensuite la souche type de la nouvelle espèce Colwellia marinimaniae.

## Taxonomie
Le nom correct complet (avec auteur) de ce taxon est Colwellia marinimaniae Kusube et al. 2017.

### Étymologie
L'étymologie de cette espèce Colwellia marinimaniae est la suivante : ma.ri.ni.ma’ni.ae N.L. gen. fem. n. marinimaniae, nommé ainsi en l'honneur de Marine Mania, un grand groupe scolaire de science basé sur l'île de Guam,.

### Phylogénie
La séquence nucléotidique de l'ARNr 16S de la souche MMTCD1 a été déterminée et comparée aux autres séquences de GenBank. L'analyse phylogénique de cette séquence a permis de classer cette bactérie MTCD1 parmi les différentes espèces de Colwellia. La souche la plus proche de MTCD1 est la souche MT41, elle aussi isolée dans le Challenge Deep, avec une homologie de 99.9%. Ces deux souches se retrouvent dans le même cluster de l'arbre phylogénique. Cette souche est aussi fortement reliée à l'espèce C. piezophila (95.7% d'homologie) dont elle est proche phylogénétiquement. La présence de C. marinimaniae au sein du genre Colwellia la classe dans le phylum Pseudomonadota (ex Proteobacteria).

## Description
Colwellia marinimaniae est une espèce de bactéries anaérobies à Gram négatif. Cette espèce est formée des bacilles mobiles. Elles ont un métabolisme chimioorganotrophe. Leurs dimensions sont de 0,4 µm à 0,5 µm de diamètre pour 0,8 µm à 1,2 µm de long.  Leur croissance sur milieu Marine 2216 se caractérise par des colonies beiges  avec un diamètre de 0,5 mm à 1 mm après deux semaines de culture. Ces bactéries sont positives pour les tests catalase et oxydase. 
La composition en bases GC est de 48.6 mol%.

## Habitat
Cette espèce fait partie des bactéries marines et a été isolée dans le Challenger Deep de la fosse des Mariannes.